# 趙廷瑞
趙廷瑞（1492年—1549年），字信臣，號洪洋，直隸大名府開州（今河南省濮阳县）人，明朝政治人物，官至兵部尚書，加太子少保。

## 生平
順天府鄉試第八十六名。正德十六年（1521年）辛巳科會試第一百十二名，登進士第二甲第十二名。五月改翰林院庶吉士，嘉靖元年（1522年）十一月授户科给事中，六年四月升工科右，八月升兵科左，七年六月升刑科都給事中，屢有劾論，皆見嘉納，直亮之聲，著于中外。十年七月升通政司右通政、提督誊黄，丁父忧养病。十四年十一月病愈，起补原职。十五年十月升太仆寺卿，十七年改光禄寺卿，十八年九月陞都察院右副都御史、巡撫陝西，抵禦俺答，頗有斬獲，十九年十一月加兵部右侍郎銜。二十一年九月改任户部右侍郎兼都察院右佥都御史、总督宣大山西偏保諸鎮军饷，二十二年九月丁母忧归。二十五年三月起补户部左侍郎，二十六年三月改兵部左侍郎，闰九月升南京户部尚书，嘉靖二十七年（1548年）正月改任兵部尚書，二月提督团營军务，加太子少保，次年引疾求去，嘉靖帝怀疑其委难避事，令禠职闲住，二十八年六月卒，年五十八

## 紀念
濮阳县原有“八都坊”，建于明万历年间，紀念纪著、侯英、王綖、李珏、赵廷瑞、史褒善、吉澄、董汉儒八位开州籍官员。文革期间拆毁，现已重建。

## 家族
曾祖父趙謹；祖父趙鷴；父親趙晟，號直庵。母張氏（1473-1543年），封太淑人。具庆下。弟赵廷璋（潞安府通判）、赵廷瓒。